# Xot de Sulawesi
El xot de Sulawesi (Otus manadensis) és una espècie d'ocell de la família dels estrígids (Strigidae). Habita la selva humida de Sulawesi i algunes illes properes, com ara Peleng i altres. El seu estat de conservació es considera de risc mínim.
Taxonomia
El Congrés Ornitològic Internacional, en la seva llista mundial d'ocells (versió 11.2, juliol 2021), passà a aconsiderar que la població de les illes Sula i Banggai, es tracta una espècie diferent: el xot de Banggai.